# 千曲市更埴体育館

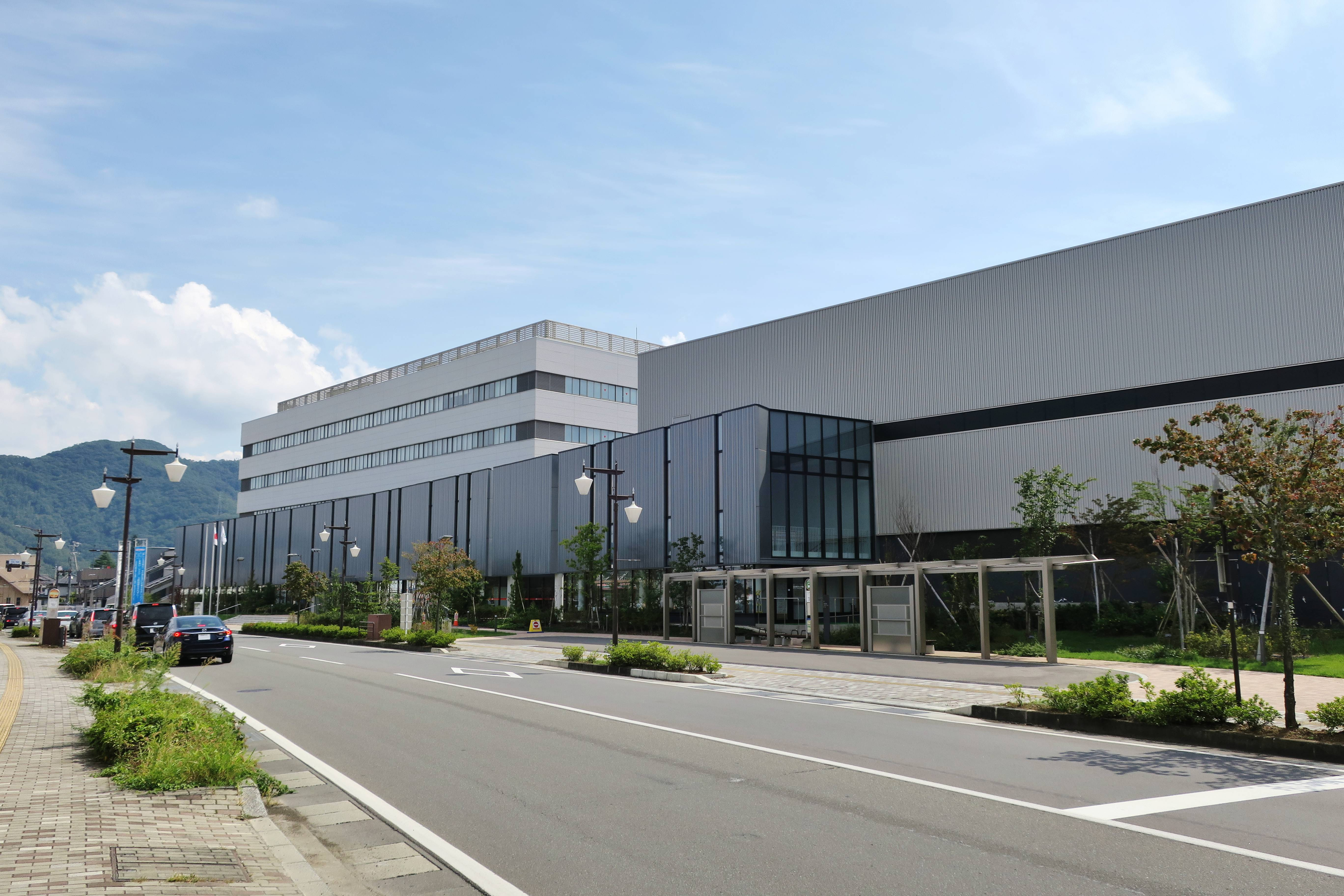
国道403号から見る更埴体育館（ことぶきアリーナ千曲、右手前）と千曲市役所（左奥）

千曲市更埴体育館（ちくましこうしょくたいいくかん）は、長野県千曲市杭瀬下にある体育館。施設は千曲市が所有している。
条例上の名称は「更埴体育館」。
2018年に市内の食品会社である寿高原食品が命名権を取得し、同年9月1日から「ことぶきアリーナ千曲」の呼称を用いている。

## 概略
更埴体育館は1972年に建設され、長きに渡って使われてきたが、施設の老朽化により2018年に建て替えられた。
同時期に千曲市役所も移転・建て替えとなり、現在は体育館から直接千曲市役所および立体駐車場に行けるようになっている。
同市をホームタウンとするBリーグ・信州ブレイブウォリアーズはB1ライセンス条件となる立ち見席を含む5,000人規模の収容人数を希望したが、建設費用や立地を含め3,000人規模の収容人数になった。

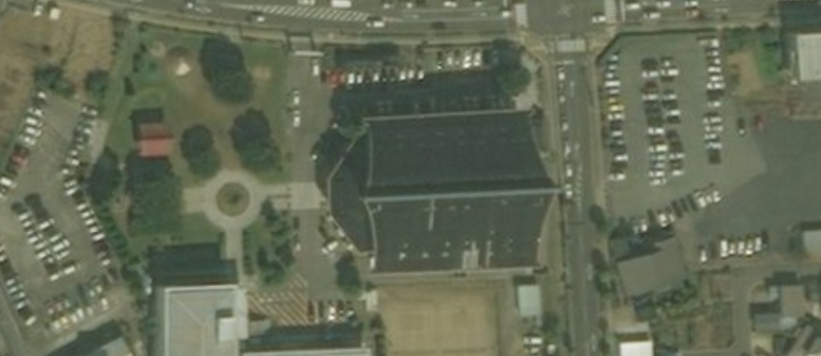
更埴体育館（前）
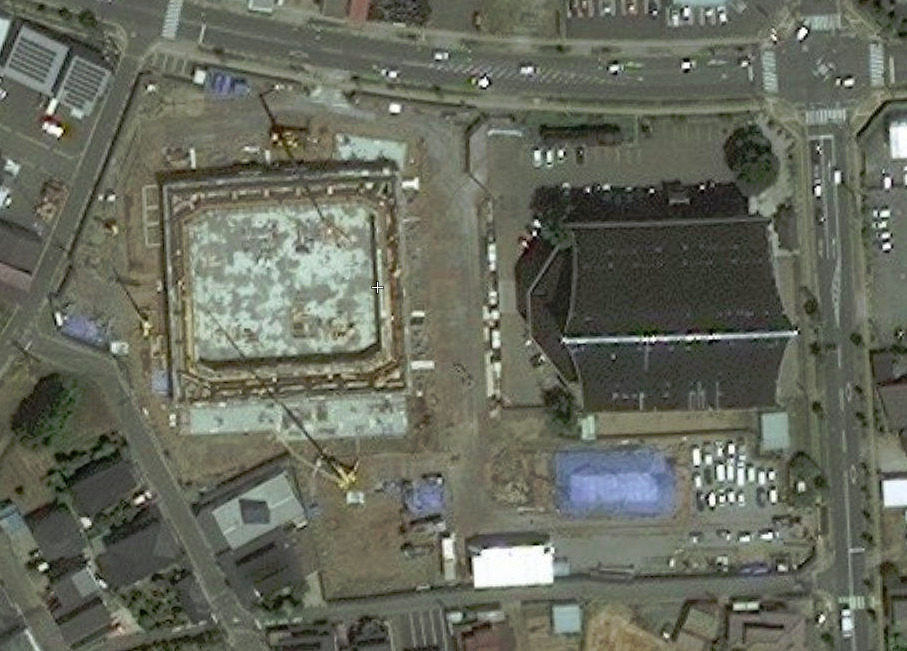
更埴体育館建設工事
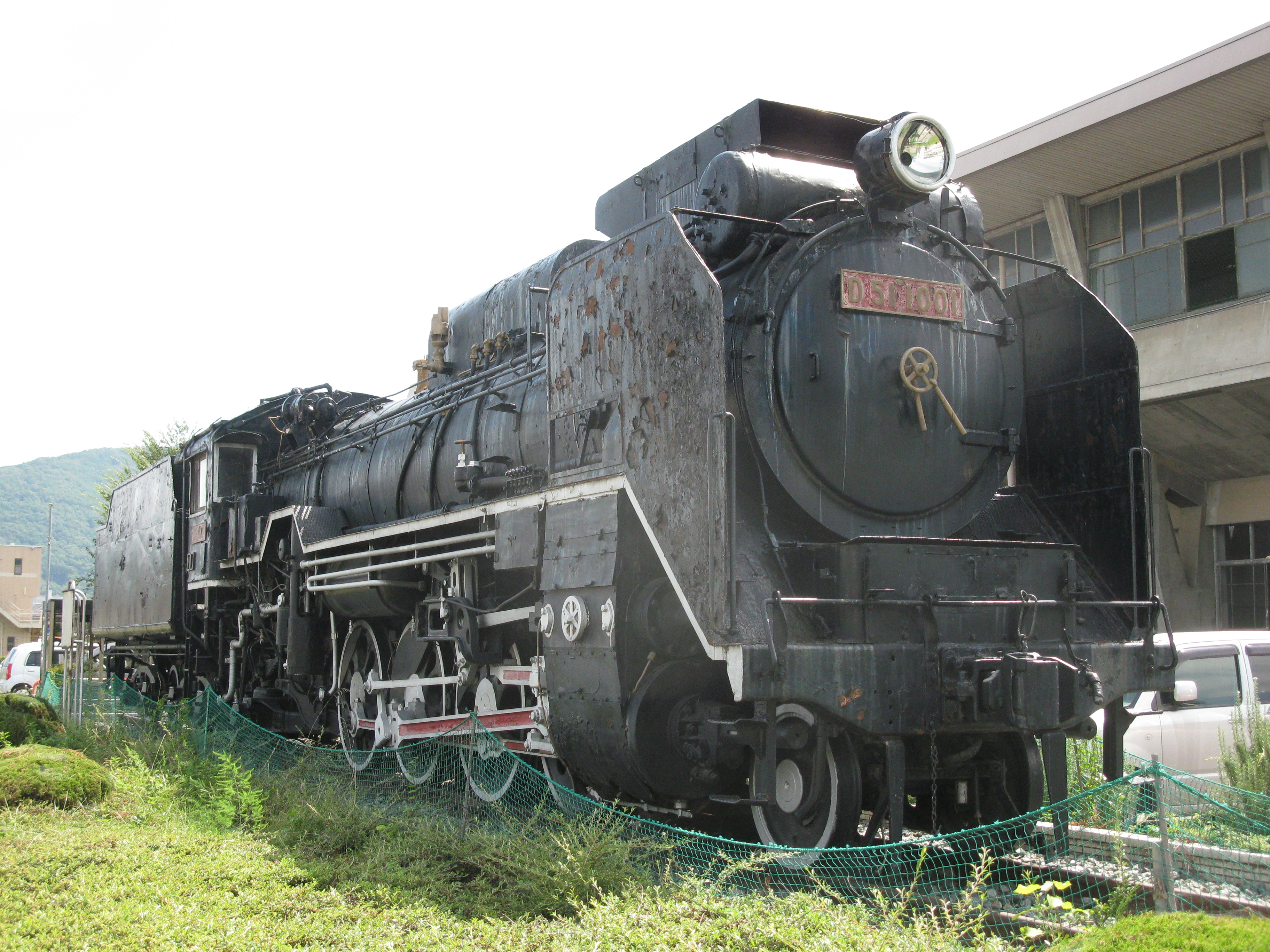
旧更埴体育館前にあったD51 1001号機（2011年撮影、2018年解体）

## 施設概要

### 基本情報
出典：
- 構造：鉄骨構造、一部鉄筋コンクリート構造
- 階数：地上2階
- 基本設計・監理：久米設計
- 実施設計・施工：鹿島建設

### アリーナ情報
- アリーナ面積 約39m✕46m
- 柔道場面積 約16m✕28m
- 剣道場面積 約19m✕30m
- 会議室・軽運動室 約6m✕18m
- 観客席数 3,020人
  - 可動席（1階） 1,452人
  - 固定席（2階） 1,568人

## 開催された主な大会・イベント

### バスケットボール
Bリーグ・信州ブレイブウォリアーズのホームゲーム

### フットサル
Fリーグ・ボアルース長野のホームゲーム

## 交通アクセス
公共交通機関
しなの鉄道しなの鉄道線・屋代駅から徒歩で約15分間。
自家用自動車
長野自動車道・更埴インターチェンジから自動車で約5分間。